# Czworoząb bielański
Czworoząb bielański, czwórzębiec bielański (Tetrodontophora bielanensis) – gatunek skoczogonka z rodziny przyślepkowatych (Onychiuridae).

## Opis

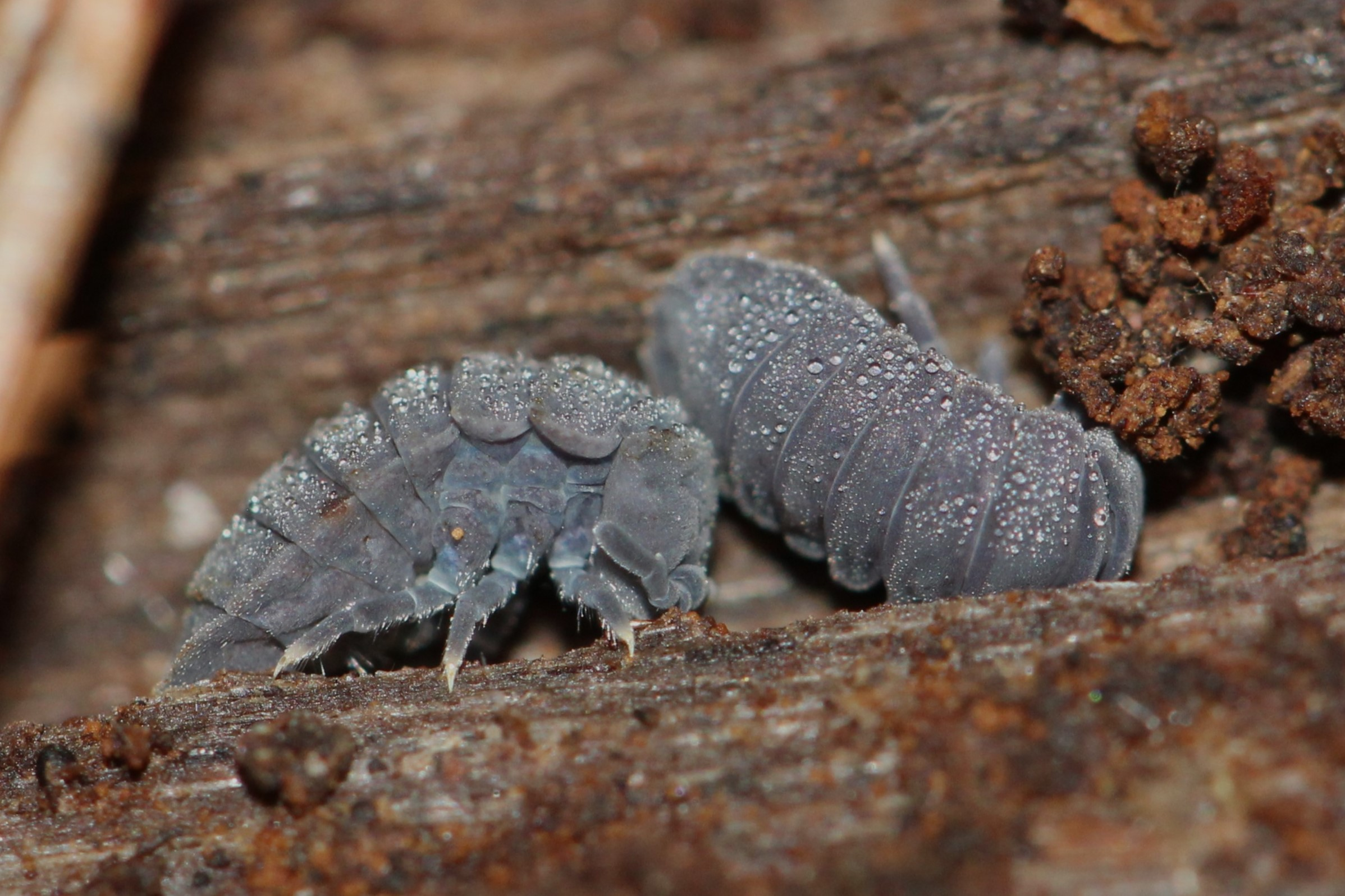
Widok z boku

Ciało owalne, spłaszczone, pokryte krótkimi jasnymi włoskami. Największy europejski przedstawiciel skoczogonków – osiąga 5–9 mm długości. Ubarwienie szare z ciemno niebieskawym odcieniem. Odwłok wyraźnie segmentowany; pierwszy segment węższy od pozostałych, a na wierzchołku ostatniego cztery małe, zębowate wcięcia. Głowa trójkątna z krótkimi, czteroczłonowymi czułkami. Nie posiadają oczu. Jak wszystkie przyślepkowate, czworozęby nie skaczą, jednak, w odróżnieniu od większości swoich krewniaków, posiadają dobrze rozwinięte widełki skokowe.

## Biologia
Zamieszkują lasy, głównie w obrębie terenów górskich i wyżynnych. Gatunek higrofilny. Najczęściej obserwowany w deszczowe dni w dużych skupiskach na butwiejących pniach, owocnikach grzybów czy wśród mchu, a na nizinach także w pobliżu strumieni. Żywi się szczątkami organicznymi, grzybami, glonami. Zaniepokojony, zwija ciało w kulkę, podobnie jak kulanki (Armadillidium). Ponadto, potrafi wydzielać z ciała lepką substancję odstraszającą potencjalnych drapieżników, na przykład chrząszcze z rodziny biegaczowatych (Carabidae). Obserwowane cały rok, zwłaszcza jesienią; zimują w ściółce. 

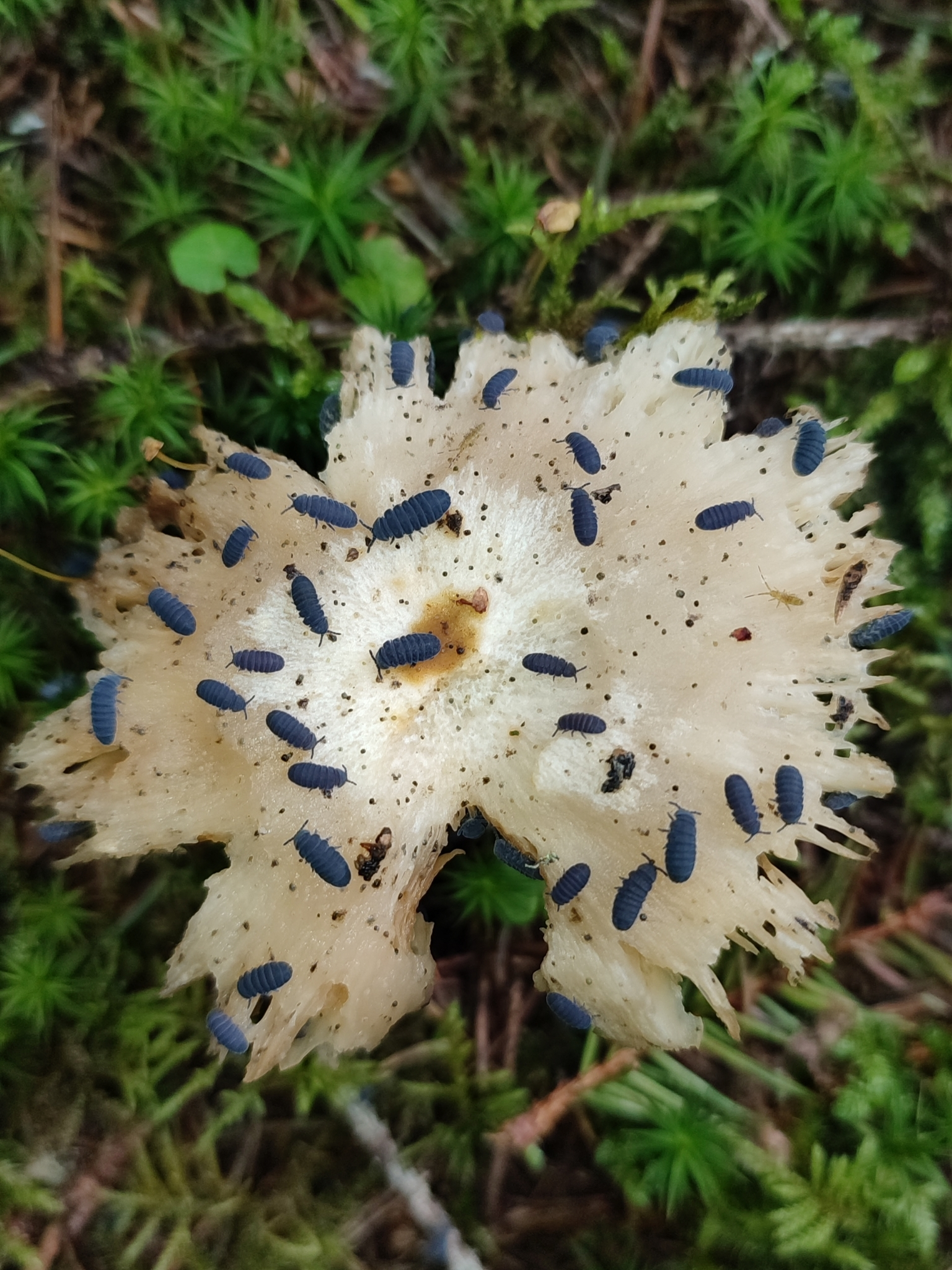
Zbiorowe żerowanie na owocniku grzyba

## Występowanie
Zasięg występowania obejmuje głównie obszary górskie i wyżynne Europy Środkowo-Wschodniej (Karpaty, Sudety, Wyżyna Krakowsko-Częstochowska, Góry Świętokrzyskie). Na południu kontynentu zachowały się reliktowe populacje w Górach Dynarskich, Dolomitach, Alpach Julijskich i Kamnickich. Pojedyncze stanowiska obecne także na nizinach Polski, Niemiec i Czech. Ogólnie, występowanie T. bielanensis stwierdzono w Polsce, Niemczech, Czechach, Słowacji, Ukrainie, Węgrzech, Rumunii, Mołdawii, Austrii, we Włoszech, Słowenii, Chorwacji, Serbii, Bośni i Hercegowinie, Albanii i Bułgarii.
Ciekawą kwestię stanowi locus typicus gatunku. Antoni Waga opisał takson w 1842 roku na podstawie osobników zebranych nad brzegiem Wisły w warszawskim Lesie Bielańskim (stąd epitet gatunkowy – bielanensis). Od tego czasu skoczogonki te nie były tam ponownie obserwowane, dlatego tamtejszą populację uznano za wymarłą. Nowe doniesienia o występowaniu czworozębów na Bielanach pochodzą z początku lat 20 XXI wieku w postaci obserwacji zamieszczonych na serwisie iNaturalist. Jest to pierwsze potwierdzenie obecności tego gatunku na tym terenie od ponad 100 lat.